# بافل كودرياشوف
بافل كودرياشوف (بالروسية: Кудряшов, Павел Игоревич)‏ هو لاعب كرة قدم روسي في مركز الهجوم، ولد في 27 نوفمبر 1996 في تومسك في روسيا. لعب مع توم تومسك وكريليا سوفيتوف سامارا ونادي بلشينا بوبرويسك.

## وصلات خارجية
- بافل كودرياشوف على موقع قاعدة بيانات كرة القدم.إي يو (الإنجليزية)
- بافل كودرياشوف على موقع Soccerway.com (الإنجليزية)